# Stella Explorer
Stella Pauline Lena Lagnefors (née le 18 août 1991), mieux connue sous le nom de scène Stella Explorer, est une musicienne suédoise.

## Biographie
Le père de Stella Lagnefors, Jimmy Lagnefors, est musicien de jazz et sa mère est productrice de films. Elle grandit à Göteborg et sa famille déménage ensuite à Södermalm, Stockholm.
Elle commence sa carrière musicale avec le groupe de pop Brödet, actif entre 2012 et 2018. En 2018, elle quitte le groupe pour faire ses débuts en solo sous le nom de Stella Explorer. En 2022, elle sort son premier EP Dorkay House et en mai 2023 son deuxième EP Lost Kingdom. Elle est nommée dans la catégorie de la « nouvelle artiste » au P3 Guld 2023, et dans la catégorie « révélation de l'année » au Grammisgalan 2023,. En 2022, elle reçoit le prix SKAP,.
Son style musical se caractérise par un paysage sonore ambient, avec des influences de pop, de jazz et de rythmes sud-africains.